# Robert Kibet
Robert Kibet (ur. 15 grudnia 1965 w Kericho) – kenijski lekkoatleta, średniodystansowiec.
Dwukrotny wicemistrz Afryki. W 1991 zdobył srebrny medal igrzysk afrykańskich.
Mistrz Kenii w biegu na 800 metrów (1989), rok później wywalczył brązowy medal mistrzostw Wielkiej Brytanii (AAA Championships) na tym samym dystansie.

## Rekordy życiowe
- Bieg na 800 metrów – 1:43,66 (1996)